# San Francisco en meditación (Zurbarán)
San Francisco en meditación es un lienzo de Francisco de Zurbarán, firmado y fechado en 1639, y catalogado con la referencia 150 en el catálogo razonado de Odile Delenda, especialista en este pintor.

## Introducción
Francisco de Asís. nacido en 1182, fundó la primera orden de san Francisco en 1209. San Francisco en meditación fue un tema muy popular en la España del siglo XVII, tratado repetidas veces por Francisco de Zurbarán y su taller, en diversas variantes.

## Análisis de la obra

### Datos técnicos y registrales
- National Gallery (Londres) n º. de catálogo NG5655;[3]
- Pintura al óleo sobre lienzo; 162 x 137 cm;
- Firmado y fechado en el ángulo inferior derecho, en una tarjeta: Franco Dezurbara/faciebat/f1639;
- Fecha de realización: 1639, restaurado en 1946;
- Consta con la referencia 150 en el catálogo de O. Delenda.[4] y por Tiziana Frati con el número 306.[5]

### Descripción de la obra
San Francisco aparece arrodillado, en la entrada de una cueva, abierta sobre un paisaje de colinas y arbolado. Una fuerte luz incide sobre su figura, cuyos tonos pardos y tostados destacan contra la penumbra y el crepuscular paisaje del fondo, donde la presencia de una choza sugiere que el santo no está completamente aislado. Se apoya contra una roca aplanada, sobre la que descansa un libro. Porta un cráneo en su mano derecha, y lleva un sayal —muy remendado y con la capucha retirada—origen del hábito de los hermanos menores descalzos, rama franciscana reformada que Zurbarán debió conocer ya en su juventud.
Pintados con gran realismo, el cráneo —símbolo de mortalidad— y el libro, forman un bodegón dentro del cuadro. El pintor representa con gran naturalismo tanto las manos del santo —en la derecha se ve un estigma— como el lado derecho de su hermoso rostro —un verdadero retrato— moreno, barbado, de fuerte nariz y pómulo pronunciado. Con la boca entreabierta, y ojos húmedos, dirige su mirada hacia el Cielo, lo que sugiere que está en comunión con Dios. El sayal muestra grandes parches en la espalda y en la manga, y destaca por el detallismo de los pliegues, costuras y de los bordes.

## Procedencia
- Comprado en Madrid por Sir Arthur Aston ca 1840-1843;
- Cheshire, Aston Hall;
- Londres, venta Aston, 6 de agosto de 1862, n° 5;
- Comprado por Agnew (109 £);
- Londres, Christie’s, venta Sam Mendel, 23 de abril de 1875, n° 348;
- Comprado por Agnew (150 £);
- Vendido a Mrs Wood;
- Legado a la National Gallery por el Mayor Charles Edmund Wed Wood (su hijo) en 1946.[10]